# شهرستان آلپنا (میشیگان)
شهرستان آلپنا، میشیگان (به انگلیسی: Alpena County, Michigan) یک سکونتگاه مسکونی در ایالات متحده آمریکا است که در میشیگان واقع شده‌است.